# José María Cantilo
José María Nicasio Cantilo (Buenos Aires, 14 de diciembre de 1816 - 16 de agosto de 1872) fue un boticario, periodista, escritor y político argentino, que fue dos veces Diputado Nacional, aliado político de Bartolomé Mitre.

## Biografía
En su juventud, durante el gobierno de Juan Manuel de Rosas, se exilió en Montevideo, donde abrió una farmacia o botica; durante el Sitio de Montevideo formó parte de la Legión Argentina, y escribió notas periodísticas y poesías en el periódico El Comercio del Plata, dirigido por Florencio Varela. Mientras vivía en Montevideo se casó con Luisa Muñoz y tuvo a sus dos hijos mayores, José María y Florencio.
A su regreso a Buenos Aires escribió en otros diarios, como El Nacional, dirigido por Dalmacio Vélez Sársfield, y otros de menor tirada. Fue además escritor, y publicó numerosas poesías y novelas cortas, reunidas en algunos volúmenes como Poesías, Canto al 25 de mayo, Ensayos poéticos, Un libro más y Quimeras. Sus poemas fueron conservados por Juan María Gutiérrez.
Fue el primer secretario de la Municipalidad de Buenos Aires, entre 1859 y 1860, y fue secretario de Vélez Sársfield durante la negociación del Pacto de San José de Flores. Fue diputado provincial, para después ser miembro de la Convención del Estado de Buenos Aires que en 1860 propuso reformas a la Constitución Nacional Argentina. Fue elegido diputado al Congreso Nacional en Paraná pero, junto con los demás incluidos en esa elección, no fue incorporado por no haber sido elegidos de acuerdo a la ley nacional que regulaba esa elección, decisión que causaría la guerra civil que llevaría a la batalla de Pavón. Fue posteriormente subsecretario del Ministerio de Gobierno de la Provincia de Buenos Aires.
Fue elegido Diputado Nacional en 1862. Simultáneamente a su cargo, fue vocal del Crédito Público, y luego miembro de la Comisión Sanitaria de la Guerra del Paraguay.
En 1864 fundó el periódico literario ilustrado Correo del Domingo, que alcanzó a tener alguna difusión hasta su cierre en 1868, donde firmaba sus notas con el seudónimo Bruno. En 1869 fundó el más exitoso de sus periódicos, La Verdad, en que se mostraba partidario incondicional del expresidente Bartolomé Mitre, y que tras la muerte de Cantilo, sería dirigido por Bartolomé Mitre Vedia, hijo del general. También fundó el periódico El siglo y participó en El Nacional, El Tirteo y El Caduceo. Tradujo obras de constitucionalistas estadounidenses, entre los que se encuentran los ensayos The Federalist Papers, traducidos en 1869.
En 1871 formó parte de la Comisión Popular ante la Epidemia de Fiebre Amarilla de ese año. Volvió a ser elegido diputado nacional en el año 1872, incorporándose en mayo a la Cámara, pero falleció en ejercicio del cargo tres meses más tarde.
Fue abuelo del diplomático y canciller José María Cantilo y del arquitecto Alberto Gelly Cantilo.